# Strålningsintensitet
Strålningsintensitet, ofta betecknat I, fysikalisk storhet som saknar entydig definition. Inom radiometri definieras strålningsintenstitet i allmänhet som effekt per rymdvinkelenhet. SI-enheten för radiometrisk strålningsintensitet är watt per steradian.
I vissa tillämpningar förekommer även definitionen effekt per area med SI-enheten watt per kvadratmeter. Vid mätning av radioaktivitet anges istället strålningsintensiteten med enheten Becquerel (Bq), som anger antal sönderfall per sekund.
Jämför ljusintensitet.
Kallas även irradians. 